# Super Space Invaders
Super Space Invaders (ook wel Majestic 12: The Space Invaders Part IV) is een videospel dat werd ontwikkeld en uitgegeven door Taito Corporation. Het spel kwam in 1990 uit als arcadespel. Hierna werd het uitgegeven voor diverse homecomputers uit die tijd. Het spel is gelijk aan Space Invaders, maar dan met moeilijkere tegenstanders, eindbazen, power-ups en verschillende landschappen. De Game Gear-versie kan met twee personen gespeeld worden via een kabel. In de handleiding van de Sega Master System-versie van het spel staat de geschiedenis van Space Invaders beschreven.

## Platforms
| jaar | platform                                                                         |
| ---- | -------------------------------------------------------------------------------- |
| 1990 | Arcade                                                                           |
| 1991 | Amiga, Amstrad CPC, Atari ST, Commodore 64, DOS, Sega Master System, ZX Spectrum |
| 1992 | Game Gear                                                                        |

## Ontvangst
| Beoordeeld door                | Platform | Jaar         | Score |
| ------------------------------ | -------- | ------------ | ----- |
| Micro News                     | 1991     | Amiga        | 85%   |
| Sinclair User                  | 1991     | ZX Spectrum  | 84%   |
| Sega Force                     | 1993     | Game Gear    | 83%   |
| Amiga Action                   | 1992     | Amiga        | 77%   |
| ASM (Aktueller Software Markt) | 1992     | Atari ST     | 67%   |
| Megablast                      | 1993     | Game Gear    | 63%   |
| 64'er                          | 1992     | Commodore 64 | 60%   |
| Power Play                     | 1992     | Amiga        | 57%   |
| Power Play                     | 1992     | DOS          | 57%   |
| Power Play                     | 1992     | Game Gear    | 45%   |